# 斎藤昌三 (古書研究家)

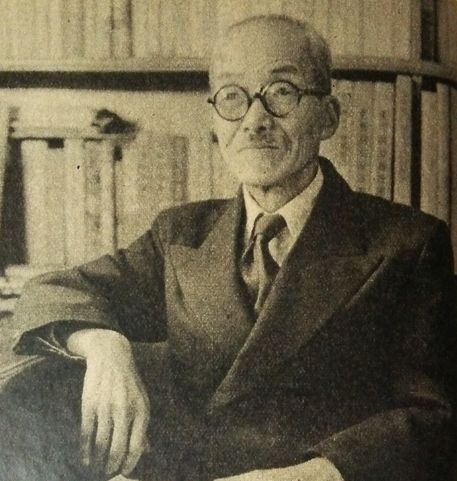
1952年

斎藤 昌三（さいとう しょうぞう、1887年3月19日 - 1961年11月26日）は、日本の古書学、蒐集家、発禁本研究などで「書痴」と呼ばれた人物。猥褻本の研究、編訳でも知られる。
少雨叟など多くの号をもつ。

## 人物・生涯
神奈川県高座郡座間村（現・座間市）に商人の子として生まれ、政三と名づけられるが、関東大震災後「昌三」と改名。
神奈川県立第三中学校（現・神奈川県立厚木高等学校）を1905年に中退、横浜の生糸商・原合名会社に勤務。銀行訪問が主な業務で、当時銀行に勤めていた小島烏水や礒萍水と知りあうきっかけとなった。1910年頃勤務をやめ職を転々とした。
1915年同人誌『樹海』を創刊、この雑誌は何度かの改題を経て続いた。また『明治文藝側面鈔』を密かに刊行し、発禁となった小説類を紹介する。1920年には、趣味人の先輩にあたる加山道之助と組み、趣味誌『おいら』を創刊、三田平凡寺が主宰した趣味人の集団「我楽他宗（がらくたしゅう）」にも加わった。しかし1923年、関東大震災で多くの資料財産を失い、茅ヶ崎に移住した。三田とも関係性が悪化、「我楽他宗」からも脱退した。
1923年9月『おいら』をやめ、雑誌『いもづる』を発刊。梅原北明と親しくなりその企画になる「変態十二史」のうち二冊を執筆。1925年10月『愛書趣味』を創刊。柳田泉、木村毅らと明治文学の研究に手を染めた。
1931年7月『書物展望』を創刊。書物展望社は単行本の刊行もはじめ、1932年には斎藤の編集した内田魯庵『紙魚繁盛記』、淡島寒月『梵雲庵雑話』などを刊行した。『書物展望』は戦時中の中断を経て復活し1951年まで続いた。
晩年は茅ヶ崎の文化人として過ごし、1959年4月には茅ヶ崎市立図書館の名誉館長に就任した。

## 著作物
- 『近代文芸筆禍史』（崇文堂） 1924
- 『蔵書票の話』（文芸市場社） 1929
- 『現代日本文学大年表』（改造社） 1931
- 『現代筆禍文献大年表』（粋古堂書店） 1932
- 『書痴の散歩』（書物展望社） 1932
- 『閑板 書国巡礼記』（書物展望社） 1933、のち平凡社東洋文庫 1998、ワイド版 2009（紅野敏郎解説）
- 『書淫行状記』（書物展望社） 1935
- 『紙魚供養』（書物展望社） 1936
- 『銀魚部隊 少雨荘第五随筆集』（書物展望社） 1938
- 『書斎随歩 少雨叟第六随筆集』（書物展望社） 1943
- 『前後三十年 自選句集』（少雨莊桃哉名義、青燈社） 1943.9
- 『書斎随歩』（書物展望社） 1944
- 『げて雑誌の話』（内藤政勝） 1944.11
- 『日本の古蔵票』（書物展望社） 1946
- 『当世豆本の話』（青園荘） 1946
- 『東亜軟書考』（星光書院） 1948
- 『少雨荘交游録』（梅田書房） 1948.12
- 『江戸好色文学史』（星光書院） 1949、のち慧文社 2013
- 『随筆海相模』（内藤政勝） 1949.10
- 『新富町多与里 少雨荘第八随筆集』（芋小屋山房） 1950.1
- 『書物誌展望』（八木書店） 1955
- 『寂寥のまゝに』（紙魚少掾名義、貴重文献保存会） 1955
- 『話をきく娘』（紙魚少掾名義、貴重文献保存会） 1955
- 『三十六人の好色家 性研究家列伝』（創芸社） 1956
- 『蔵書票と書籍の装幀』（斎藤少雨叟名義、北海道豆本の会、ゑぞ豆本） 1958 -
- 『かながわ郷土文学読本』（沓掛伊左吉名義、石井光太郎共編、有隣堂） 1958
- 『発禁本往来』（書痴往来社） 1960.6
- 『随筆69』（有光書房） 1962
- 『書物の美 少雨叟斎藤昌三書物随筆集』（青園荘） 1962
- 「斎藤昌三著作集」全5巻（八潮書店） 1980-1981
  1. 『蔵書票とその歴史』
  2. 『現代筆禍文献大年表』
  3. 『書物随筆1』
  4. 『書物随筆2』
  5. 『書物随筆3』
- 『性的神の三千年 / 変態蒐癖志 / 変態崇拝史』（勉誠出版、性の民俗叢書） 1998.12
- 『少雨荘書物随筆』（国書刊行会、知の自由人叢書） 2006

### 編訳
- 『はこやのひめごと』（風俗文献社） 1951
- 『はるさめごろも』（風俗文献社） 1951
- 『好色三大伝奇書』（美和書院） 1952
- 『艶女玉すだれ』（美和書院） 1952
- 『江戸三大綺文集』（美和書院） 1952
- 『好色増鏡』（井原西鶴、貴重文献保存会） 1953

## 伝記
- 川村伸秀『斎藤昌三 書痴の肖像』晶文社、2017年。ISBN 978-4-7949-6964-4。
- 八木福次郎『書痴斎藤昌三と書物展望社』平凡社、2006年。ISBN 4-582-83313-6。